# Joeri Rytcheoe

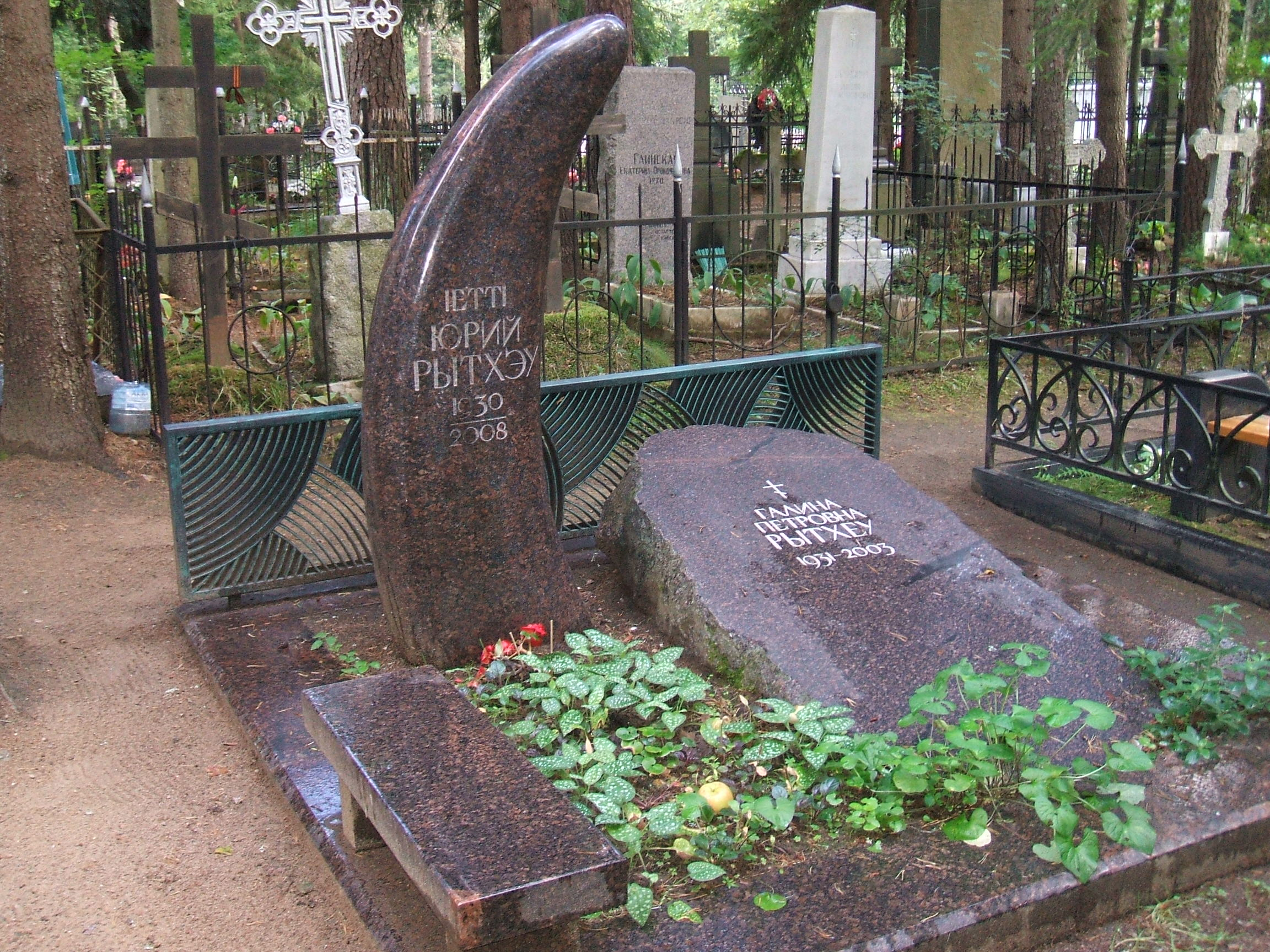
Graf van Rytcheoe in St. Petersburg

Joeri Sergejevitsj Rytcheoe (Russisch: Юрий Сергеевич Рытхэу) (Oeëlen, 8 maart 1930 - Sint-Petersburg, 14 mei 2008) was de bekendste schrijver uit het Russische autonome district Tsjoekotka, hij schreef in het Tsjoektsjisch en in het Russisch. 
Toen hij studeerde aan de Technische school van Anadyr, begon hij met het schrijven van artikelen en gedichten in de krant "Sovjetskaja Tsjoekotka". In 1949 ging hij studeren aan de Staatsuniversiteit van Leningrad. Hier zette hij zijn literaire activiteiten voort en ging korte verhalen schrijven voor de bladen Ogonjok en Novy Mir. Zijn eerste boek, "De mensen aan onze kust" (Люди нашего берега; Ljoedi nasjego berega), was een verzameling korte verhalen. Dit boek werd uitgebracht in 1953. In 1954 werd hij lid van de "Vereniging van Sovjetschrijvers".   
Na het uiteenvallen van de Sovjet-Unie werd zijn werk lange tijd niet in het Russisch uitgegeven. Veel van zijn werk werd nu in het Duits uitgegeven, door een Zwitserse uitgever. Er zijn ten minste vier boeken van Rytcheoe in het Nederlands vertaald: "Droom in de poolnevel", "Teryky", "De reis van Anna" en "Als de walvissen vertrekken".
Rytcheoe leefde op het einde van zijn leven meestal in de Tjoektsjische hoofdstad Anadyr.